# アルシド・ドルビニ
アルシド・ドルビニ（Alcide Charles Victor Marie Dessalines d'Orbigny、1802年9月6日 - 1857年6月30日）はフランスの博物学者である。動物学、軟体動物学、古生物学、地質学、考古学、人類学などの分野に貢献した。

## 略歴
クエロン（ロワール＝アトランティック県）に生まれた。父親は、船医でアマチュア博物学者であった。博物学に興味を持ち、パリでルイ・コルディエ (Pierre Louis Antoine Cordier) とジョルジュ・キュヴィエの弟子となった。終生、キュヴィエの「天変地異説」を擁護し、ジャン＝バティスト・ラマルクの進化論に反対した。
ドルビニはパリ自然史博物館のために、1826年と1833年に南アフリカを訪れた。ブラジル、アルゼンチンなど南アメリカ各地を訪れ、10,000点以上の博物学のコレクションをパリに持ち帰った。旅行記として La Relation du Voyage dans l'Amérique Méridionale を著し、チャールズ・ダーウィンはこの本を19世紀の科学の記念碑的な作品と評した。
1840年、フランスの化石に関する著書、La Paléontologie Française を著した。1894年に 代表的な著作、Prodrome de Paléontologie Stratigraphique を著し、その中で、約18,000の種について著述した。
1853年にパリ自然史博物館の古生物学の教授となった。現在も使われている地質学の年代名を作ったことで知られる。

## "La Relation du Voyage dans l'Amérique Méridionale" の図版

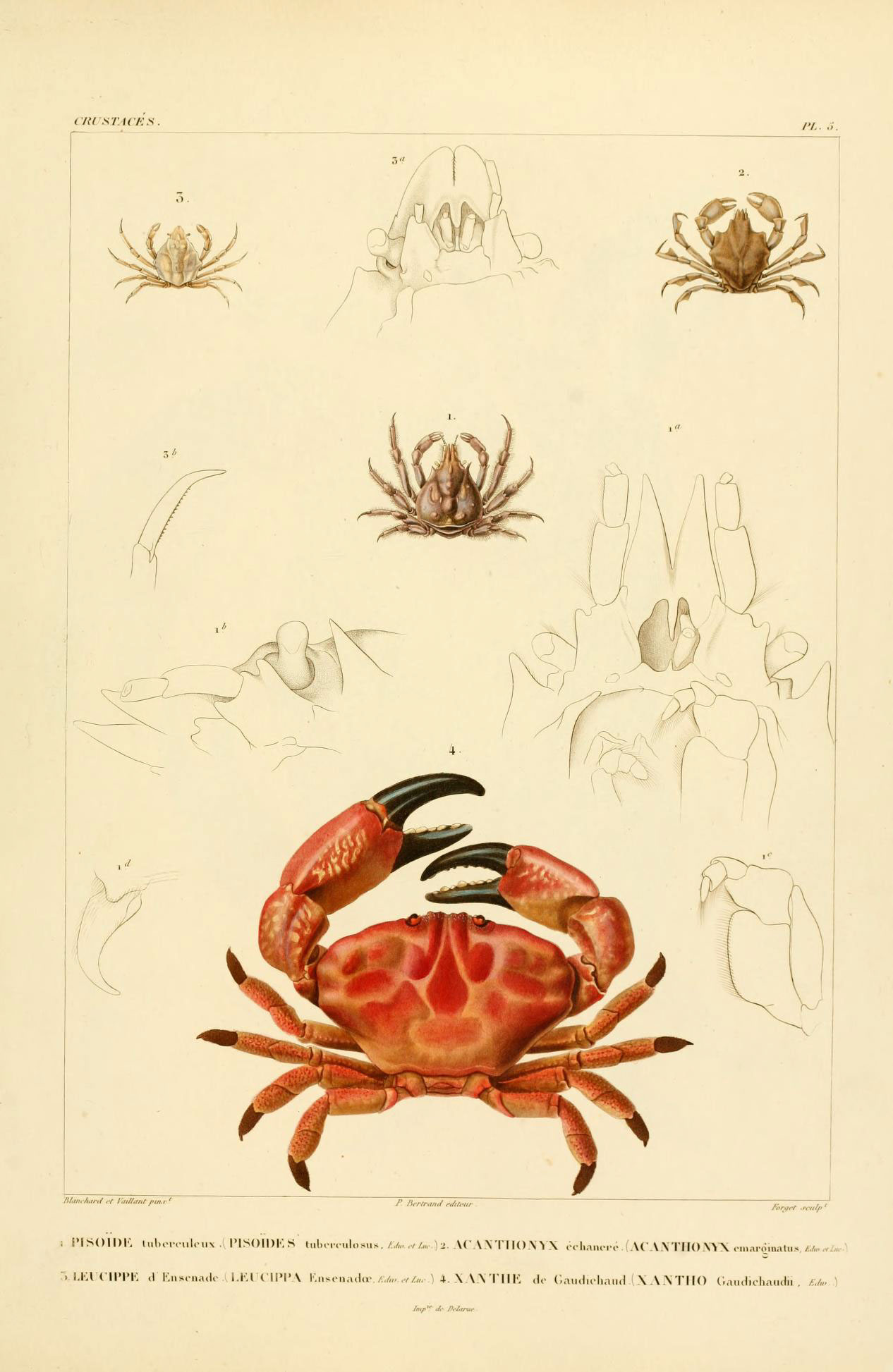
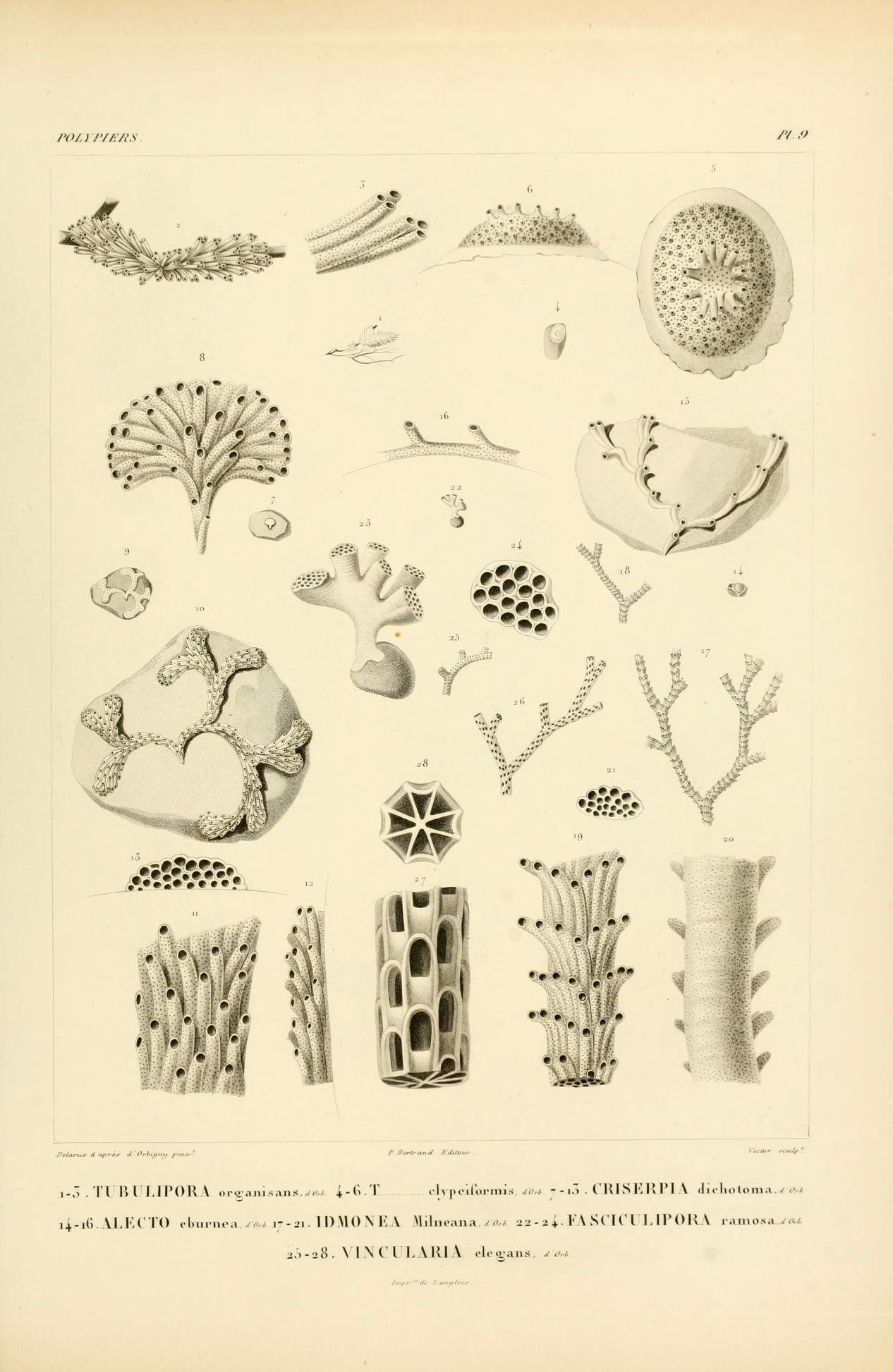
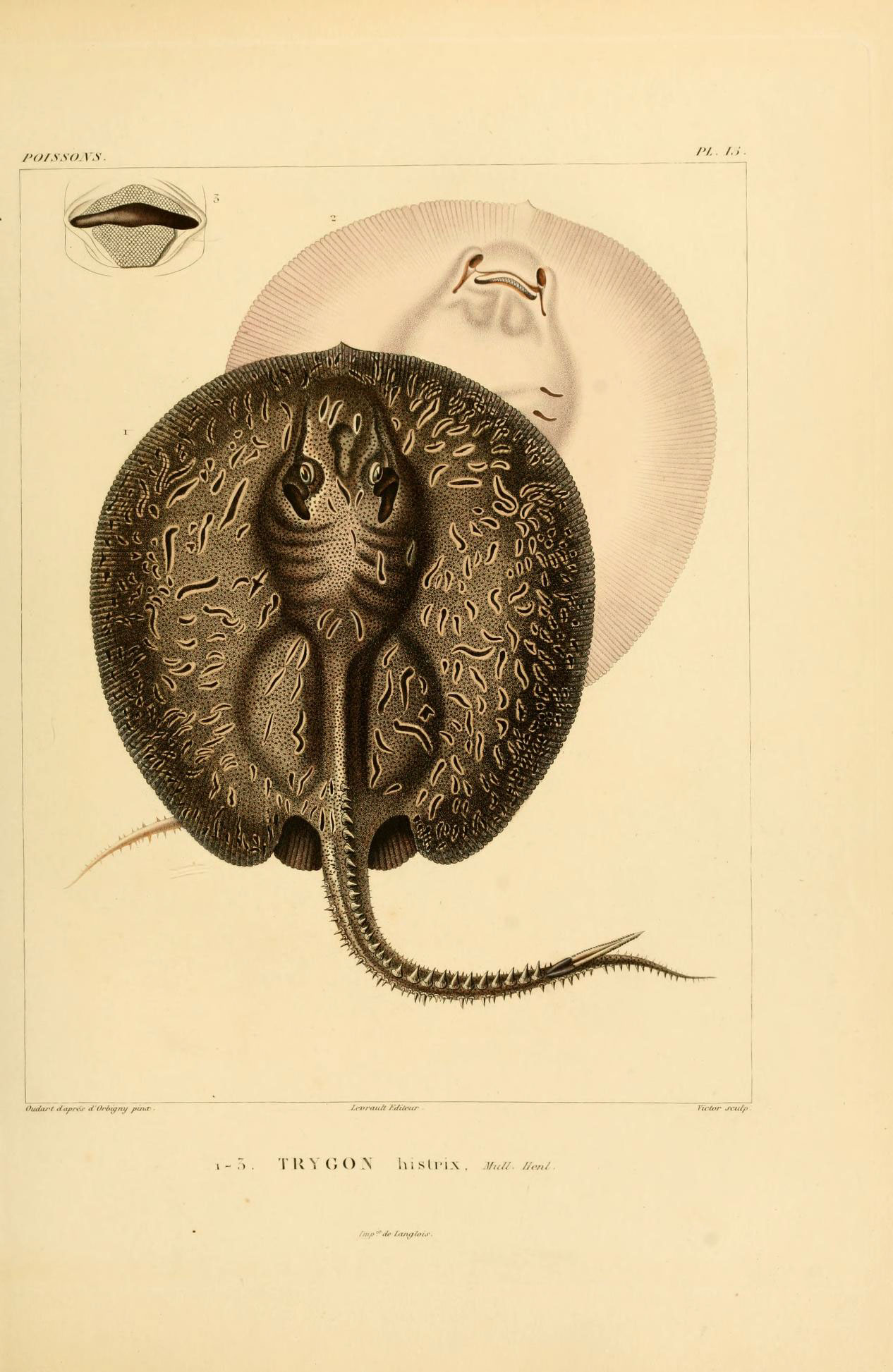
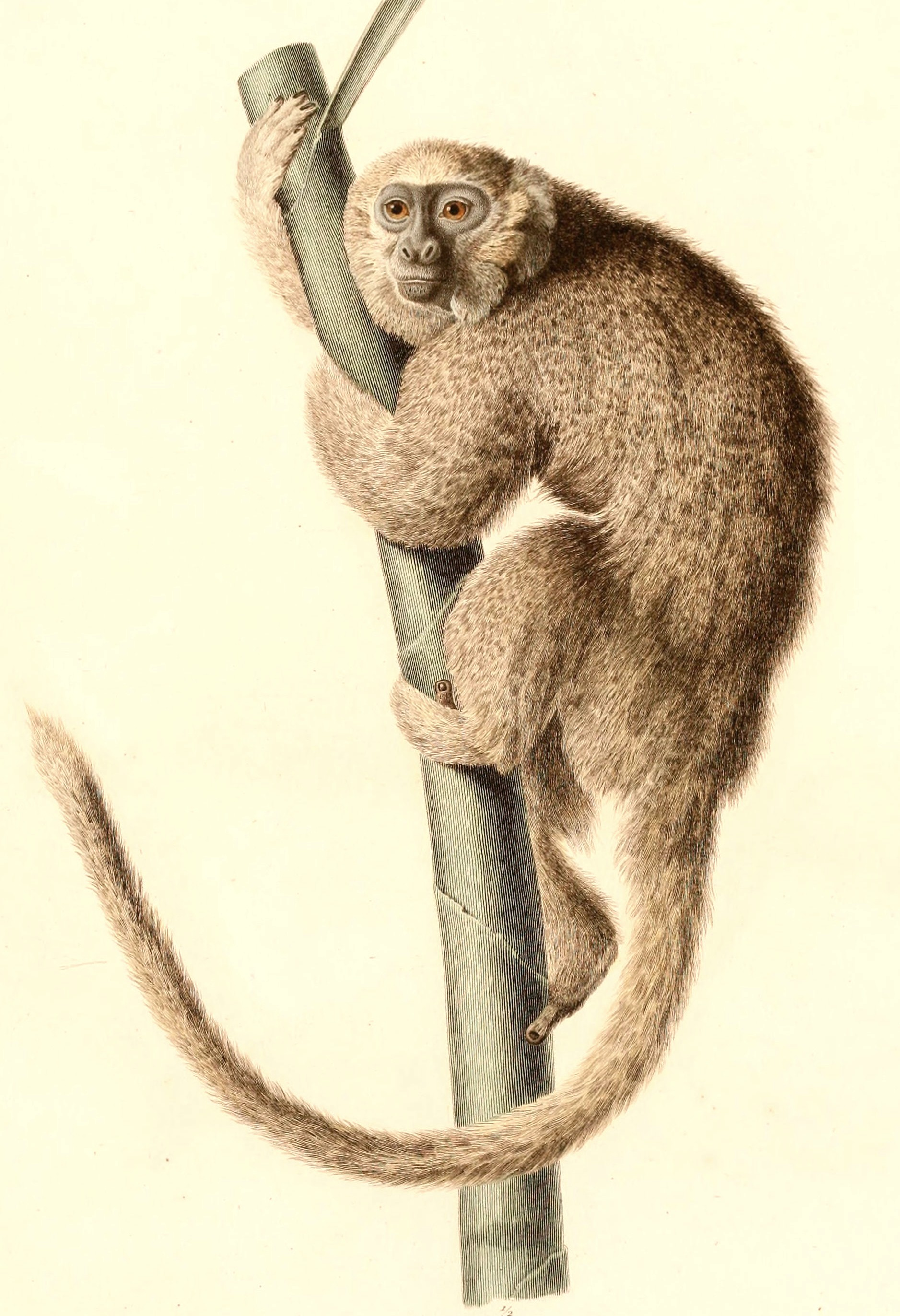
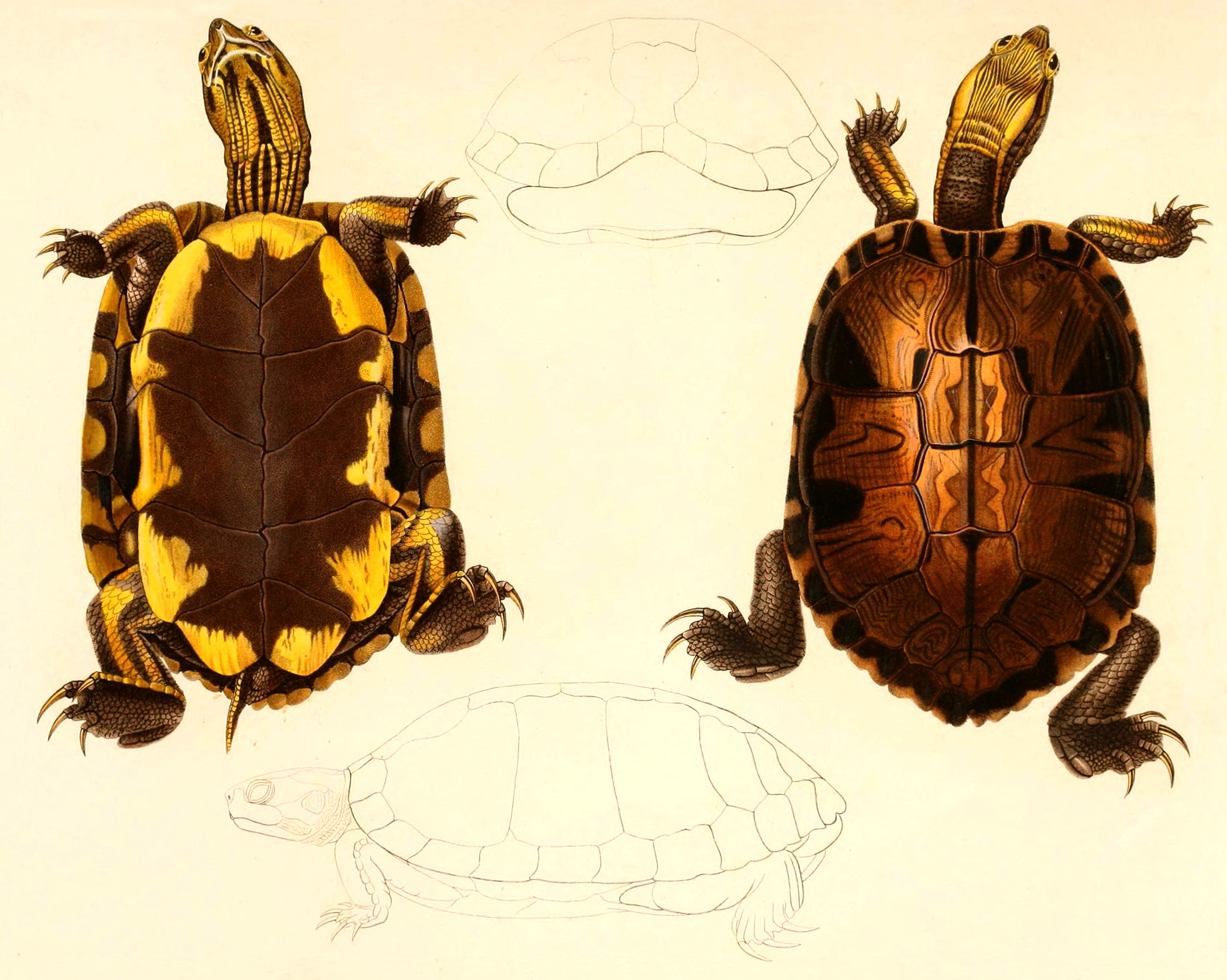